# Cimindi
Cimindi is een bestuurslaag in het regentschap Ciamis van de provincie West-Java, Indonesië. Cimindi telt 3811 inwoners (volkstelling 2010).